# Bruttia Crispina
Pour les articles homonymes, voir Crispine (homonymie).
Bruttia Crispina (en français Crispine) est la fille de Lucius Fulvius Bruttius Praesens. Elle épousa le futur empereur Commode en 177. Elle est répudiée et bannie dès 188 à Capri, puis assassinée en 191 sur ordre de son ex-mari.
Les monnaies émises à son nom prouvent qu'elle porta le titre d'Augusta. 
Elles associent de façon traditionnelle Crispina à diverses déesses, Cérès, Junon, Vénus, Diane, et à des vertus personnifiées, la Concorde, la Pudeur (Pudicita), l'Allégresse (Hilaritas), la Joie (Laetitia), la Fécondité (Fecunditas). Cette dernière monnaie et une autre l'associant à Junon Lucina, déesse des accouchements, ont autorisé l'hypothèse que Crispine ait été enceinte de Commode, voire lui ait donné un enfant. Certaines sources évoquent Claudia Crispina, mère de Constance Chlore.

## Biographie
Crispina a épousé Commode à l'âge de treize ans. Lors de son mariage, elle reçut le titre d'Augusta.  Crispina est décrite comme étant une personne gracieuse et sensible. Elle ne semble pas avoir eu d'influence politique significative sur son mari, contrairement à sa belle-sœur Lucilla, elle-même ancienne impératrice, ambitieuse et jalouse de Crispina en raison de sa position. Le mariage est resté stérile, ce qui a entraîné une crise de succession dynastique.
Après dix ans de mariage, Crispina est accusée d'adultère et bannie dans l'île de Capri en 188, où elle est ensuite exécutée sur l'ordre de son mari. Sa chute est parfois associée à tort à la conspiration de Lucilla pour assassiner Commode en 181 ou 182. Son exil et sa mort sont peut-être liés à la chute de Marcus Aurelius Cleander, le favori de l'empereur, ou de l'incapacité de Commode à engendrer avec elle une progéniture pour assurer la succession dynastique.

## Famille
Issue d'une illustre famille aristocratique, Crispina était la fille du consul Gaius Bruttius Praesens et de son épouse Valeria. Les grands-parents paternels de Crispina étaient le consul et sénateur Gaius Bruttius Praesens et la riche héritière Laberia Hostilia Crispina, fille d'un autre consul, Manius Laberius Maximus.
Le frère de Crispina était le futur consul Lucius Bruttius Quintius Crispinus. La famille de son père était originaire de Volceii, dans la région de Lucanie en Italie. Cette famille était étroitement associée aux empereurs romains Trajan, Hadrien, Antonin le Pieux et Marc Aurèle. Crispina est née et a probablement grandi à Rome ou à Volceii.

## Sources
- Henry Cohen, Description historique des monnaies frappées sous l'Empire romain, Paris, 1892.